# Baloghia pininsularis
Baloghia pininsularis là một loài thực vật thuộc họ Euphorbiaceae. Đây là loài đặc hữu của New Caledonia.